# Calamidia goliathina
Calamidia goliathina là một loài bướm đêm thuộc phân họ Arctiinae, họ Erebidae.